# The Witch-Mother
The Witch-Mother – wiersz angielskiego poety Algernona Charlesa Swinburne’a, opublikowany w tomiku Poems and Ballads. Third Series, wydanym w Londynie w 1889 roku przez spółkę wydawniczą Chatto & Windus. Utwór jest balladą nawiązującą do tradycji ballad szkockich. Składa się ze strof czterowersowych.

„O where will ye gang to and where will ye sleep,
Against the night begins?”
„My bed is made wi’ cauld sorrows,
My sheets are lined wi’ sins.

## Odbiór
O balladzie Swinburne’a wspomniał w swojej recenzji tomiku Poems and Ballads. Third Series Oscar Wilde. Wilde uznał ją za wartą lektury z powodu jej „przerażającej prostoty”. Clyde K. Hyder, pisząc w czasopiśmie Publications of the Modern Language Association of America, uznał ten utwór za jedną z najlepszych ballad Swinburne’a.

## Analiza
Bohaterka wiersza, która dla zemsty na niewiernym mężu zamordowała ich dzieci, z których przyrządziła mu danie, jest często porównywana do Medei.